# محمود شبستری
سعدالدّین محمود بن امین‌الدّین عبدالکریم بن یحیی شبستری معروف به شیخ محمود شبستری (۶۸۷–۷۲۰ ه‍. ق) از عارفان و شاعران سدهٔ هشتم هجری بود. بیشتر شهرت او به خاطر اثر معروفش گلشن راز است. با توجه به اینکه وی معاصر شیخ بابا ابی شبستری (درگذشته ۷۲۰) بوده و در همان سال درگذشته است، بنابراین سن شیخ محمود شبستری در زمان مرگ باید ۳۳ یا ۳۸ بوده باشد.
سال تولّد او را گوناگون و از جمله ۶۸۷ ق دانسته‌اند. محل تولّد او، قصبهٔ شبستر در نزدیکی شهر تبریز است.
پس از سفر به شهر کرمان، شیخ محمود شبستری ازدواج نمود و صاحب پسری به نام عبدالله شد که در علوم مختلف به خصوص ریاضی مهارت داشت.
وی به عرفان نظری واقف و به فتوحات مکیه و فصوص‌الحکم ابن عربی احاطه داشت. استاد وی نیز، امین‌الدّین بوده است.
در کتاب دویست سخنور دربارهٔ او چنین آمده است: «محمود، معروف به شیخ محمود شبستری، ملقّب به سعدالدین، فرزند عبدالکریم امین الدین، از مشاهیر شعرا و مشایخ عرفای آذربایجان است» که از عارفان قرن هشتم هجری و شاعران پارسی سرای به‌شمار می‌آید. او در سال ۶۸۷ هجری در زمان گیخاتو خان، در قصبه شبستر، واقع در دوازده فرسخی تبریز چشم به جهان گشود.
به سبب جامعیتی که شیخ شبستری در علوم معقول و منقول کسب کرده بود به زودی شهرت و مرجعیت یافته با مشاهیر عصر خود ارتباط برقرار نمود. او سفرهایی به شهرهای ایران و خارج از ایران کرده بود. چندی نیز در کرمان ساکن شد و در آن جا بود که ازدواج نمود و اولاد و احفادش در آن سامان باقی ماندند و طایفه‌ای به نام خواجگان را بنا نهادند.

## درگذشت
ذبیح‌الله صفا می‌نویسد: در تاریخ وفات شیخ اختلاف نظر وجود دارد و عدّه‌ای سال ۷۱۷ و عدّه‌ای دیگر ۷۱۹ و بعضی ۷۲۰ و ۷۲۵ را تاریخ فوت او بیان کرده‌اند که در این میان تاریخ ۷۲۰هـ. ق صحیح‌تر و مقبول‌تر است و حتّی بر سنگ مزار او نیز ثبت شده است و در آن جا ذکر شده که او در زمان وفات سی و سه ساله بوده است. مقبرهٔ شیخ در قصبه شبستر باقی و زیارتگاه اهل دل است و او در آن مقبره در کنار استادش شیخ بهاءالدین یعقوب در خاک آرمیده است.

## آثار
آثار وی را می‌توان به دو دسته شعر و نثر بخش کرد:
آثار شعر شامل گلشن راز، کنز الحقایق، منهاج العابدین (ترجمهٔ کتابی با همین نام منسوب به غزالی شامل ۹۹۳ بیت) و آثار نثرش شامل حقّ‌الیقین، مرآةالمحقّقین و شاهد (یا شاهدنامه) است. از آثار دیگر وی می‌توان به سعادت نامه ترجمه منهاج العابدین (امام محمد غزالی)، جام جهان‌نما، رساله احدیّت و شرح و تفسیر اسماءالله تعالی اشاره کرد.

## گلشن راز
مثنوی گلشن راز مهم‌ترین و مشهورترین اثر منظوم محمود شبستری است که در بردارندهٔ اندیشه‌های عرفانی وی و حدود هزار بیت می‌باشد. با وجود حجم اندکش، این کتاب یکی از یادگارهای پرارزش و بلندنام ادبیات عرفانی کهن فارسی است، که در آن بیان مفاهیم صوفیانه با شور، شوق، و روانی ویژه‌ای همراه گردیده است. مطابق شیوهٔ معمول عطار و مولانا، در این‌جا نیز، از حکایات و تمثیلات برای بیان و عرضهٔ مؤثّر معانی عرفانی و حکمی استفاده شده است.
شبستری این مثنوی را در پاسخ به پرسش‌های امیر حسینی هروی سروده است. در هفدهم ماه شوال سال ۷۱۷ فرستاده‌ای از خراسان مشکلات و مسائل مربوط به فهم و تبیین پاره‌ای از رموز و اشارات عرفانی را در قالب نامه‌ای منظوم در مجلسی با حضور شبستری می‌خواند.
این اثر تا کنون به دفعات چاپ گردیده است. یکی از موثق‌ترین نسخه‌های چاپ شده به کوشش دکتر جواد نوربخش می‌باشد که براساس ۸ نسخه خطی و ۲ نسخه چاپی معتبر تصحیح و منتشر گردیده است.
این کتاب، تا کنون، به زبان‌های ترکی، آلمانی، فرانسوی، انگلیسی، و نیز اردو ترجمه شده است.
عارفانی شروح مفصلی بر «گلشن راز» نگاشته‌اند از جمله:فرانسوی
- منظومه غنچه باز در شرح گلشن راز میرابوالفضل عنقای طالقانی عارف قرن سیزدهم هجری
- شرح کمال الدین حسینی اردبیلی (الهی) معاصر شاه اسماعیل اول
- نسایم گلشن از شاه داعی الی الله
- شرح لاهیجی از محمد بن یحیی لاهیجی
- شرح مظفرالدین علی شیرازی
- شرح منسوب به عبدالرحمن جامی
- شرح ادریس بن حسام الدین بدیعی
- شرح شیخ بابا نعمت‌الله بن محمود نخجوانی
- شرح حاج میرزا ابراهیم شریعتمدار سبزواری
- شرح قاضی میر حسین یزدی
- شرح منظوم اسیری
- شرح حسام الدین علی بدلیسی (پدر ادریس بدلیسی نویسندهٔ کتاب هشت بهشت)
- حدیقه الراز در شرح گلشن راز دکتر پیام طیبی زاده[۷]